# Vi chất dinh dưỡng
Vi chất dinh dưỡng, còn được gọi là chất dinh dưỡng vi lượng, là các chất dinh dưỡng thiết yếu mà các sinh vật cần với số lượng khác nhau trong suốt cuộc đời để vận hành một loạt các chức năng sinh lý nhằm duy trì sức khỏe. Nhu cầu vi chất dinh dưỡng khác nhau giữa các sinh vật; ví dụ, con người và các loài động vật cần nhiều vitamin và chất khoáng trong chế độ ăn uống, trong khi thực vật yêu cầu các chất khoáng cụ thể. Đối với dinh dưỡng cho con người, nhu cầu về vi chất dinh dưỡng thường ít hơn 100 miligam mỗi ngày, trong khi các chất dinh dưỡng được yêu cầu với số lượng gam mỗi ngày.
Các chất khoáng cho con người và các loài động vật khác bao gồm 13 nguyên tố có nguồn gốc từ đất trên Trái Đất và không được tổng hợp ra bởi các sinh vật sống, chẳng hạn như calci và sắt. Yêu cầu về vi chất dinh dưỡng đối với động vật cũng bao gồm vitamin, là các hợp chất hữu cơ cần có với lượng microgam hoặc miligam. Vì thực vật là nguồn cung cấp chất dinh dưỡng chính cho con người và động vật nên một số vi chất dinh dưỡng có thể ở mức thấp và sự thiếu hụt có thể xảy ra khi lượng ăn vào không đủ, như xảy ra trong tình trạng suy dinh dưỡng.